# Shijiazhuang Metro

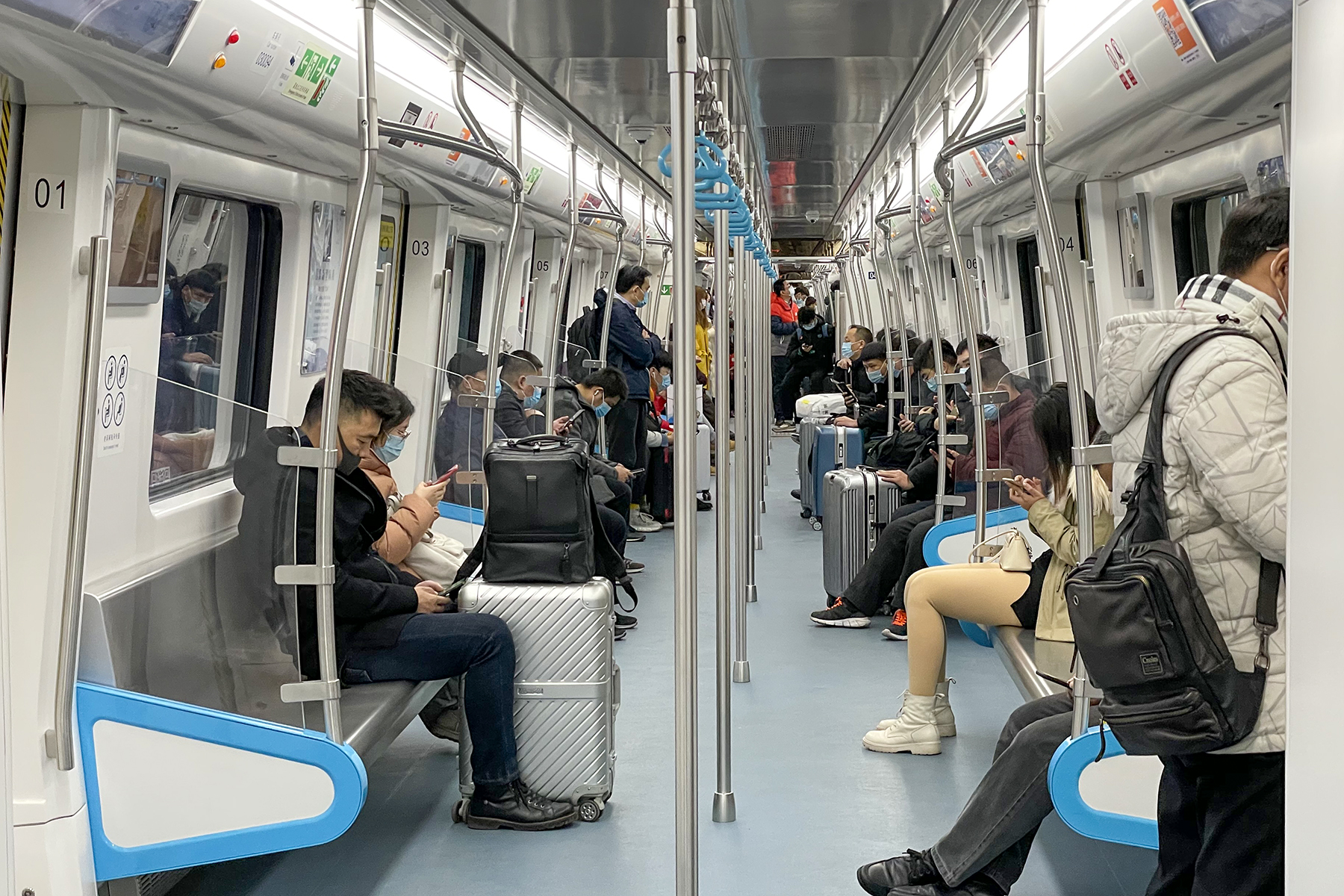
Innenraum eines Zuges der Linie 3

Shijiazhuang Metro oder SJZ Metro ist die U-Bahn der chinesischen Stadt Shijiazhuang, der Hauptstadt der Provinz Hebei. Der Betrieb wurde am 26. Juni 2017 auf gleich zwei Linien aufgenommen.

## Netz
Das Netz besteht aus drei Linien, die im Stadtzentrum ein Dreieck formen.

### Linie 1
Die Linie 1 führt von Xiwang im Westen über den Ostbahnhof nach Fuze im Nordosten. Die Strecke ist 34,3 Kilometer lang und hat 26 Stationen.

### Linie 2
Drei Jahre nach den Linien 1 und 3 folgte die Linie 2. Die Nord-Süd-Linie bindet unter anderem den Bahnhof Shijiazhuang an. Die Strecke ist 15,5 Kilometer lang und hat 15 Stationen.

### Linie 3
Der erste, nur 6,4 Kilometer lange, Abschnitt der Linie 3 wurde 2017 gemeinsam mit der Linie 1 eröffnet. 2020 und 2021 erfolgten Erweiterungen nach Nordwesten und Osten. Nun ist die Linie 26,7 Kilometer lang und verfügt über 22 Stationen.